# Lepadella kostei
Lepadella kostei är en hjuldjursart som beskrevs av Wulfert 1966. Lepadella kostei ingår i släktet Lepadella och familjen Lepadellidae. Inga underarter finns listade i Catalogue of Life.